# Drzewo Millennium
Drzewo Millennium, Drzewko Tysiąclecia – współczesny pomnik, w formie drzewa ze stali nierdzewnej polerowanej, upamiętniający 1000-lecie Gdańska.
Drzewo powstało dzięki pomysłowi Leonarda Andrzeja Dajkowskiego – honorowego prezesa Stowarzyszenia Polskich Artystów Kowali. Na całym świecie podczas warsztatów czy pokazów kowalstwa artystycznego kowale starają się zostawić po sobie ślad w formie małych fontann, rzeźb, pomników, elementów dekoracji parków czy innych, wpasowanych w architekturę miasta lub czas historyczny, elementów. Leonard Dajkowski wielokrotnie uczestniczący w wydarzeniach kowalskich na całym świecie, chciał stworzyć taką pamiątkę we własnym kraju. Doprowadził do powstania drzewa millenium, którego trzon przygotowany został w jego pracowni kowalstwa artystycznego w Gdańsku, a kowale z całego świata mieli okazję dowieść lub dosłać elementy drzewka. Trzon drzewa jest pięcioramienny – co miało przypominać otwartą dłoń i jest symbolem solidarności ludzi pracy z całego świata.
Obecnie (2016) na drzewie znajdują się: gałęzie z liśćmi klonu, dębu, lipy i innych drzew, w gałęziach drzewa ptaki, motyle, jaszczurka, pająk, syrenka warszawska, żuczek z Wielkiej Brytanii, gałązka eukaliptusa od kowali z Australii,
U stóp pomnika, od strony frontalnej tablica z brązu w stalowej ramie z tekstem:

Akt Erekcyjny Roku pańskiego 1997, w lipcu, dnia 19-ego, za pontyfikatu Papieża Polaka Jana Pawła II, gdy Prymasem Rzeczypospolitej Polskiej był Ksiądz Kardynał Józef Glemp, Metropolitą Gdańskim Ksiądz Arcybiskup Tadeusz Gocłowski, Prezydentem Rzeczypospolitej Polskiej był Pan Aleksander Kwaśniewski, Wojewodą Gdańskim Pan Henryk Wojciechowski, Prtezydentem Miasta Gdańska Pan Tomasz Posadzki, z inicjatywy Rektora Akademii Sztuk Pięknych w Gdańsku Pana Jerzego Krechowicza i Honorowego Przewodniczącego Stowarzyszenia Polskich Artystów Kowali Pana Leonarda Dajkowskiego, przy wsparciu sponsorów i wysiłku artystów kowali całego świata wzniesiono to Drzewo Millenium Gdańska jako symbol solidarności ludzi, dla uczczenia rocznicy Tysiąclecia Gdańska i na wieczną radość i pamiątkę przyszłym pokoleniom. Projektantem wzniesionego pomnika jest Pan Wojciech Schwarz, pień drzewa wykonany został w Pracowni Kowalstwa Artystycznego Pana Leonarda Dajkowskiego w Gdańsku, natomiast elementy wystroju wykonali artyści kowale świata jako symbol solidarności ludzi pracy.
Rada i Zarząd Miasta Gdańska, POLIX Danuta i Mirosław Baran,BIG-MOT Mirosława i Adam Sobczyk, Kowalstwo artystyczne Jolanta i Zbigniew Felscy, AchlaDESIGNS Achla Bachl Madan Ashok Hingorany USA/India, Okręgowe Przedsiębiorstwo Geodezyjno-Kartograficzne OPGK sp zoo w Gdańsku

## Ofiarodawcy elementów
- Dorota Dajkowska, Polska
- Leonard Dajkowski, Polska
- Zenon Dywelski, Polska
- Igor Zięba, Polska
- Henryk Kroll, Polska
- Alfred Kuster, Polska
- Franciszek Zulewski, Polska
- Leszek Zulewski, Polska
- Mirosław Wołyniec, Polska
- Paweł Sterczyński, Polska
- Jan Borowiak, Polska
- Perti Selmola, Finlandia
- Jouko Nieminen, Finlandia
- Jarosław Dąbrowski, Polska
- Robert Bednarski, Polska
- Antoni Krukowski, Polska
- Ryszard Mazur, Polska
- Ian Moran, Anglia
- Rainer Ridder, Niemcy
- Piotr Śliwiński Polska
- Peat Oberon, Anglia
- Bogdan Duda, Polska
- Leonid Buszmielew, Rosja
- Krzysztof Tomaszewski, Polska
- Andrzej Schmidt, Polska
- Adam Gos, Polska
- Marek Baranowski Polska
- Krzysztof Leśniewski Polska
- Joachim Truszyński Polska
- Stowarzyszenie Brytyjskich Artystów Kowali BABA,
- Stowarzyszenie Niemieckich Twórców w Metalu IFGS
- Stowarzyszenie polskich artystów kowali SPAK

Drzewko sukcesywnie się rozrasta – co jakiś czas przytwierdzane są do niego kolejne elementy ze stali nierdzewnej.